# Hinrich Diederich Wiese

Hinrich Diederich Wiese (Kupferstich von Johann Christian Gottfried Fritzsch)

Hinrich Diederich Wiese (* 2. September 1676 in Hamburg; † 1. Februar 1728 ebenda) war ein deutscher Jurist, Oberaltensekretär, Ratsherr und Bürgermeister der Freien und Hansestadt Hamburg.

## Leben
In Hamburg geboren, besuchte Wiese die Gelehrtenschule des Johanneums und ab 1693 das Akademische Gymnasium. Nach seiner Schulbildung studierte er Jurisprudenz an den Universitäten Rostock, Halle an der Saale und Orléans. An der letzten Universität schloss er sein Studium im Jahr 1701 mit dem Titel eines Lizenziaten beider Rechte ab, kehrte über Wetzlar zurück nach Hamburg und ließ sich in seiner Vaterstadt als Advokat nieder.
Im Jahr 1710 wurde Wiese zum Oberaltensekretär gewählt und am 10. November 1710 als solcher vereidigt. Als Oberaltensekretär verwendete Wiese den Einfluss dieser Stellung nach langem Streit über die Hamburger Verfassung die Einigkeit zwischen Rat und Bürgerschaft wieder zu festigen. Am 31. Juli 1716 wurde er, für den zum Bürgermeister aufgestiegenen Bernhard Matfeldt (1661–1720), zum Ratsherrn gewählt und folgte diesem auch, nach dessen Tod, am 6. August 1720 in das Amt des Bürgermeisters. Wiese starb bereits im Alter von 51 Jahren am 1. Februar 1728 in Hamburg. Seine Begräbnisrede verfasste Michael Richey und die Musik zur Trauerandacht komponierte Georg Philipp Telemann.

## Familie
Wiese war der jüngste Sohn des Hamburger Advokaten Benjamin Wiese (1621–1688) aus dessen dritter Ehe mit Anna Catharina Beckmann (1634–1715), Tochter des Oberalten Joachim Beckmann (1598–1663).
Er heiratete am 20. April 1717 Cornelia Rodenborg (1683–1739), Witwe von Andreas Amsinck (1666–1712).
Seine älteste Tochter Cornelia (1718–1765) heiratete zuerst 1735 den Bürgermeister Rütger Rulant (1665–1742), nach dessen Tod 1744 den Bürgermeister Conrad Widow (1686–1754) und schließlich 1755 den preußischen Residenten bei den Hansestädten und dem Niedersächsischen Kreis in Hamburg Johann Julius von Hecht (1721–1792). Der gleichnamige Sohn Hinrich Diederich starb bereits nach wenigen Wochen. Dessen Zwillingsschwester Anna Catharina (1719–1785) heiratete 1742 den späteren Ratsherrn Paul Paulsen (1704–1767) und die dritte Tochter Lucia (1720–1777) im Jahr 1751 den Hamburger Protonotar Wolder Schele (1702–1785).

## Werke (Auswahl)
- Theses inaug. ex utroque jure selectae. Orleans 1701.